# José Millán
José Millán (Granada, 19 de febrero de 1920 - ib., 10 de junio de 2008) fue un entrenador y futbolista español que jugaba en la demarcación de defensa.

## Biografía
José Millán debutó como futbolista profesional en 1939 con el Granada C. F. a los diecinueve años de edad. Jugó durante once temporadas en el club en las que jugó en 250 partidos. Además formó parte del equipo que ganó la Segunda División de España en la temporada 1940/41, llevando al equipo a jugar en la máxima categoría española. Tras un paso de dos temporadas en el R. C. Deportivo de La Coruña volvió a jugar las cuatro temporadas siguientes en el Granada. Finalmente en 1956 fichó por el Real Jaén C. F., club en el que se retiró en 1958 tras jugar treinta y seis partidos. Tras su retiro como futbolista, ya en 1960 se convirtió en el entrenador del Real Murcia C. F. También entrenó al Granada, aunque por un período corto de tiempo debido a malos resultados. Finalmente entrenó al C. D. Eldense y al Hércules C. F. en 1965.
José Millán falleció el 10 de junio de 2008 en Almuñécar a los 88 años de edad.

## Selección nacional
José Millán jugó un partido con la selección de fútbol de España el 11 de marzo de 1945 en el Estadio Nacional de Portugal contra Portugal, partido que finalizó con empate a dos.

## Clubes

### Como futbolista
| Club                         | País   | Año       | Partidos | Goles |
| ---------------------------- | ------ | --------- | -------- | ----- |
| Granada C. F.                | España | 1939-1950 | 250      | 11    |
| R. C. Deportivo de La Coruña | España | 1950-1952 | 61       | 0     |
| Granada C. F.                | España | 1952-1956 | 110      | 4     |
| Real Jaén C. F.              | España | 1956-1958 | 36       | 0     |

### Como entrenador
| Club              | País   | Año       |
| ----------------- | ------ | --------- |
| Granada C. F.     | España | 1946-1947 |
| Real Jaén C. F.   | España | 1956-1957 |
| Real Murcia C. F. | España | 1960      |
| Real Jaén C. F.   | España | 1960-1962 |
| Granada C. F.     | España | 1963-1964 |
| C. D. Eldense     | España | 1964-1965 |
| Hércules C. F.    | España | 1965      |

## Palmarés
Granada CF
- Segunda División de España: 1941